# Noordelijke School
De Noordelijke School is een verzamelnaam voor de schilderkunst van de Chinese hofschilders ten tijde van de Ming- en Qing-dynastie. De term werd geïntroduceerd door de schilder en kalligraaf Dong Qichang (1555-1636). Hij gebruikte het om een onderscheid te maken tussen de onafhankelijke literati-schilderkunst, die hij de Zuidelijke School noemde, en de perfectionistische schilderkunst die populair was aan het hof. De termen vertegenwoordigen geen geografische plaatsen, maar zijn ontleend uit het Chán-boeddhisme.

## Stijl
Schilders van de Noordelijke School werkten meestal in uitbundige kleuren en gebruikten daarvoor technieken als mogu en gongbi. Er werd veel waarde gehecht aan naturalisme en de traditionele stijlen van oude meesters. Populaire genres aan het hof waren vogel- en bloemschilderingen en historische en religieuze taferelen. Een elitaire stroming binnen de Noordelijke School was die van de Hanlin-academie. Kunstschilders die aan de academie waren verbonden werkten tot in de Song-periode voornamelijk voor de keizers en hun hofhouding.

## Geschiedenis
Volgens Dong Qichang legden Li Sixun (653–718) en zijn zoon Li Zhaodao met hun gedetailleerde en uitbundig gekleurde blauwgroene landschappen de basis voor de Noordelijke School. Kleurrijke, uitbundige landschappen waren nog steeds populair aan het hof toen Dong Qichang het onderscheid maakte tussen de Noordelijke School en de expressievere Zuidelijke School. Tijdens de Qing-dynastie legden de hofschilders zich toe op werken die de keizers gunstig stemden, zoals portretten van de keizerlijke familie en taferelen van overwinningen in veldslagen. Er werden ook Europese schilders aan het hof ontboden, die elementen introduceerden als perspectief en clair-obscur.